# Vladimir Krstić - Laci
Vladimir Krstić, pseudonimo di Laci (Niš, 21 febbraio 1959), è un fumettista e pittore serbo.
Fra i suoi lavori principali si possono citare Billy Wanderer, Il Grande Blek, Sherlock Holmes, Adam Wild e Ghosted.

## Opere
N.B. Elenco non esaustivo

### Serbia/Jugoslavia
- Billy Wanderer (alias Lutalica Bili), sceneggiatore: Miodrag Krstić, Dečje novine
  - Billy Wanderer, YU strip magazin, 1984-1985.
  - Lutalica Billi, album, Komiko, 2014, ISBN 978-86-87919-34-1
- Il grande Blek (Veliki Blek)
  - U sopstvenoj mreži, sceneggiatore: Petar Aladžić, Lunov magnus strip, No 703, Dnevnik, 1986.
- Ninja
  - Protiv jakuza, sceneggiatore: Miodrag Krstić, Eks almanah, No 513, Dečje novine, 1988.

### Francia
- Le Céleste noir, sceneggiatore: Sylvain Cordurié, Delcourt

1. De l'abîme, la lumière, 2008.

- Sherlock Holmes et les Vampires de Londres, sceneggiatore: Sylvain Cordurié, Soleil Productions

1. L'appel du sang, 2010.
2. Morts et Vifs, 2010.

- Sherlock Holmes & le Necronomicon, sceneggiatore: Sylvain Cordurié, Soleil Productions

1. L'Ennemi intérieur, 2011.
2. La Nuit sur le Monde, 2013.

- Sword, sceneggiatore: Sylvain Cordurié, Soleil Productions

1. Vorpalers sticker, 2011.

- Sherlock Holmes & les voyageurs du temps, sceneggiatore: Sylvain Cordurié, Soleil Productions

1. La trame, 2014.
2. Fugit Irreparabile Tempus, 2016.

### Italia
- Adam Wild, sceneggiatore: Gianfranco Manfredi, Sergio Bonelli Editore
  - 3. I diari segreti di Livingstone, 2014.
  - 4. L'anello mancante, 2015.
  - 26. 2016.

### Stati Uniti d'America
- Ghosted, sceneggiatore: Joshua Williamson, Image - Skybound, 2016
  - 17, 2015.
  - 18, 2015.
  - 19, 2015.
  - 20, 2015.